# Mycobacterium tuberculosis
Mycobacterium tuberculosis is de zuurvaste bacterie die tuberculose bij de mens veroorzaakt. De infectie vindt plaats als de tbc-bacterie door weet te dringen tot de alveole waar hij wordt gefagocyteerd door alveolaire-macrofagen. In deze afweercellen weten tbc-bacteriën te overleven en zich te vermeerderen. Er ontstaat een laesie van enkele millimeters groot die de primaire haard wordt genoemd. Door migratie van de geïnfecteerde macrofagen wordt via de lymfe de regionale hilumklier geïnfecteerd. De primaire haard en de geïnfecteerde hilumlymfeklier worden tezamen het primair complex genoemd.
Anders dan Mycobacterium bovis (die wordt gebruikt in het BCG-vaccin tegen tuberculose), die vaak als model voor tbc-onderzoek gebruikt wordt, blijkt Mycobacterium tuberculosis na te zijn opgenomen in het fagosoom 2 dagen later vrij in het cytosol terecht te komen en zich daar verder te vermenigvuldigen. Binnen een week leidt dit tot celdood.
Deze bacterie heeft een dikke ondoordringbare celwand, wat ervoor zorgt dat het makkelijker is om een infectie te veroorzaken. Er ontstaat na lange infectie een gele etterige infectiehaard ('kaashaard') die typisch is voor actieve tuberculose. Besmetting gebeurt via speekseldruppels. Aangedane personen zijn meestal zeer besmettelijk, waardoor wereldwijd gezien een groot aantal mensen besmet is met deze bacterie.
Preventie gebeurt via de tuberculine-huidtest, waarmee risicopersonen getest kunnen worden.
De behandeling tegen deze bacterie met tuberculostatica is langdurig, en therapietrouw is hierbij zeer belangrijk.